# Baradem Mukalla Stadium
Baradem Mukalla Stadium – wielofunkcyjny stadion w mieście Al-Mukalla, w Jemenie. Pojemność stadionu wynosi 20 000 widzów. Swoje spotkania rozgrywają na nim piłkarze klubu Al-Sha'ab Hadramaut.